# یواس‌اس سمینول (۱۸۵۹)
یواس‌اس سمینول (۱۸۵۹) (به انگلیسی: USS Seminole (1859)) یک کشتی بود که طول آن ۱۸۸ فوت (۵۷ متر) بود. این کشتی در سال ۱۸۵۹ ساخته شد.